# Oficina de Aduanas y Protección Fronteriza de Estados Unidos
La Oficina de Aduanas y Protección Fronteriza de Estados Unidos (en inglés: United States Customs and Border Protection; acrónimo:  CBP) es una agencia del Gobierno de los Estados Unidos.
La CBP protege contra narcotráfico, terrorismo, y tráfico de personas. También tiene competencia en el  comercio legítimo e inmigración legítima. Tiene más de 52.000 empleados, incluyendo más de 22.000 funcionarios y especialistas en agricultura, más de 17.000 tropas de frontera, y 1.000 agentes del aire y agentes marinos. Tiene su sede en Washington D. C.
La agencia Aduanas y Protección Fronteriza (Customs and Border Protection=CBP) es una agencia federal de aplicación de la ley federal, del Departamento de Seguridad Nacional (Department of Homeland Security=DHS) de Estados Unidos  encargado de regular y facilitar el comercio internacional, cobro de aranceles aduaneros y hacer cumplir las normas y reglas de EE. UU., incluyendo las leyes de comercio, aduanas e inmigración. La CBP es la agencia más grande de aplicación de la ley en los Estados Unidos con más de 42.389 oficiales federales juramentados.  Tiene su sede en Washington D. C.  
Aunque su misión principal es impedir la entrada de terroristas y armas en los Estados Unidos, la CBP también es responsable de capturar personas que traten de entrar ilegalmente en los Estados Unidos, detener el flujo de drogas ilegales y otro contrabando, proteger los intereses agrícolas y económicos de Estados Unidos de enfermedades y plagas nocivas y a las empresas estadounidenses y el robo de propiedad intelectual.

## Organización
La CBP tiene más de 60.000 empleados, incluyendo oficiales, especialistas en agricultura, agentes de la patrulla fronteriza, pilotos de aeronaves, especialistas en comercio, personal de apoyo de misión y encargados de canes.  
Más de 22.000 agentes de la CBP (CBP Officers) inspeccionan pasajeros y carga en más de 300 puertos de entrada. 
Más de 2.200 Especialistas en Agricultura (Agriculture Specialists) trabajan para reducir la propagación de plagas nocivas y plantas y enfermedades de los animales que pueden causar daños a las granjas de los Estados Unidos y al suministro de alimentos o causar y agro-bioterrorismo. 
Más de 21.000 Agentes de la Patrulla Fronteriza (Border Patrol Agents) protegen 3.100 kilómetros de frontera con México y unos 8.000 kilómetros de frontera con Canadá.
Cerca de 1.050 Agentes de Interdicción Aéreos y Marinos (Air and Marine Interdiction Agents) impiden la entrada ilegal de personas, armas, estupefacientes y medios de transporte por el aire y el agua. 
Cerca de 2.500 empleados en puestos de los ingresos (Entry Specialists) recaudan más de 30.000 millones de dólares anuales en aranceles aduaneros e impuestos, a través de la aplicación de las leyes de comercio y aranceles. Estas recaudaciones proporcionan la segunda fuente más grande de ingresos para el Gobierno de los Estados Unidos. Además, estos empleados cumplen misión comercial de la Agencia de evaluación y clasificación de mercancía importada. Estos empleados sirven en posiciones tales como especialista de importación, auditores, especialista en comercio internacional y analista de textiles. 
El programa de ejecución canina de CBP tiene el mayor número de perros de trabajo de cualquier agencia federal de aplicación de la ley de Estados Unidos. Equipos caninos asignados a 73 puertos comerciales y 74 estaciones de la patrulla fronteriza a lo largo de la nación. 
Hay 317 puertos de entrada oficialmente designados y 14 localizaciones para  inspecciones de preaprobación en Canadá, Irlanda y el Caribe. La CBP está también a cargo de la iniciativa de seguridad de contenedores, que identifica e inspecciona cargas extranjeras en el país de procedencia antes de ser importadas a los Estados Unidos. 
Las principales departamentos que operan dentro de la CBP son: 
- Oficina de Operaciones de Campo (Office of Field Operations); encabezada por el Comisionado Auxiliar Todd C. Owen.
- Oficina de la patrulla fronteriza (Office of Border Patrol); encabezada por el jefe Michael J. Fisher.
- Oficina del Aire y Maritina (Office of Air & Marine); encabezada por el Comisionado Auxiliar Michael C. Kostelnik.
- Oficina de comercio internacional (Office of Internacional Trade); encabezada por el Comisionado Auxiliar Daniel Baldwin.
- Oficina de información y tecnología (OIT); encabezada por el Comisionado Auxiliar Charles Armstrong.
- Oficina de administración (OA); anteriormente, la Oficina de finanzas; encabezada por el Comisionado Auxiliar Eugene Schied.
- Oficina de formación y desarrollo (OTD); encabezada por el Comisionado Auxiliar Patricia M. Duffy.
- Oficina de asuntos internos (IA); encabezada por el Comisionado auxiliar James Tomsheck.
- Oficina de inteligencia y coordinación de las operaciones; encabezada por el Comisionado Auxiliar Rodney Snyder.

Comenzó a operar en septiembre de 2007, tras la fusión de las primeras oficinas de inteligencia y lucha contra el terrorismo. 
La CBP evalúa a todos los pasajeros en vuelo a los Estados Unidos en cuanto al riesgo terrorista a través de la Fuerza de Tarea Conjunta de Terrorismo y sistemas como el Sistema Avanzado de Información de Pasajeros (Advanced Passenger Information System) de Estados Unidos e inmigrantes estado indicación tecnología U.S.-VISIT y SEVIS de sistema de intercambio del estudiante visitante.